# Zoppola
Zoppola (friülà Çopule) és un municipi italià, dins de la província de Pordenone. L'any 2007 tenia 8.471 habitants. Limita amb els municipis d'Arzene, Casarsa della Delizia, Cordenons, Fiume Veneto, Pordenone i San Giorgio della Richinvelda.

## Fraccions
- Castions di Zoppola (Ciasteons).
- Cusano (Cusan)
- Murlis
- Orcenico Inferiore (Dursinins Disot)
- Orcenico Superiore (Dursinins Disora)
- Ovoledo (Dovoleit)
- Poincicco (Puinsic)
- Cevraia (Sevraia)
- Policreta (Pulidreta)
- Ponte Meduna (Puint da la Miduna)

## Administració
| Període | Identitat                 | Partit |
| ------- | ------------------------- | ------ |
| 2004-   | Angelo Masotti Cristofoli | PD     |